# モバイルワールドコングレス
GSMA モバイルワールドコングレス（英: Mobile World Congress）とは、世界最大級の携帯電話関連展示会と世界中の携帯電話会社、端末製造メーカー、テクノロジープロバイダー、販売会社、コンテンツ会社の有名最高経営責任者が出席するカンファレンスを複合したイベントである。1987年にPan Europe Digital Cellular Radio(GSMの旧名)の営業会議として始まり、1990年からは「GSM World Congress」と称し、2003年に「3GSM World Congress」と改名された。「3GSM」もしくは「3GSM World」とも呼ばれる。

## 概要
GSMA Mobile World Congressは毎年2月にスペイン・バルセロナのフィラ・デ・バルセロナで開催されている。来場者数は主催者発表で50,000から60,000人。2006年まではカンヌで3GSM Worldとして開催していた。来場者は世界200か国以上からやって来る。
GSMA Mobile World Congress 2012は2012年2月27日から3月1日まで開催された。テーマは「Redefining Mobile」、67,000人以上の来場者が集まった。

## 過去開催
- The 2009 GSMA Mobile World Congress - 2009年2月16日から19日まで
- The 2010 GSMA Mobile World Congress - 2010年2月15日から18日まで
- The 2011 GSMA Mobile World Congress - 2011年2月14日から17日まで
- The 2012 GSMA Mobile World Congress - 2012年2月27日から3月1日まで
- The 2013 GSMA Mobile World Congress - 2013年2月25日から28日までバルセロナのフィラ・グランヴィアにて開催
- The 2014 GSMA Mobile World Congress - 2014年2月24日から27日まで

2011ではMWC 2011開催期間に加えて週末前後に標準的なターンバイターンナビゲーションをバルセロナなどスペインで実行する無料のAndroid、iOS対応アプリケーションが作成された。
2011年、GSMA Mobile World Capitalの開催地をバルセロナに選定し、2018年まで開催すると発表した。
2020年は2月24日から27日にかけて開催されるはずであったが、COVID-19の流行を受け中止された。